# Garri Bardin
Garry Bardin (en ruso Га́рри Я́ковлевич Ба́рдин), nacido el 11 de septiembre de 1941, es un animador, actor, guionista y productor ruso, especialmente conocido por sus animaciones Stop motion con plastilina y por la utilización de una amplia variedad de materiales como cerillas, cuerdas o alambres para sus producciones.

## Biografía
Nació en Oremburgo (por aquel entonces la ciudad se llamaba "Tchkalov") y se diplomó en la escuela de arte de Moscú Nemiróvich-Dánchenko. Debutó como actor dramático en el Teatro Gógol, para después centrarse en el cine.
En 1974, colaboró en la creación de la obra «Don Juan», después fue reclutado por Serguéi Obraztsov como realizador-productor en el teatro de marionetas de Moscú. En 1975, Garry Bardine comienza su carrera de marionetista, especialmente en el campo de la postsincronizacion de películas de animación. Después pasó a la realización en el Estudio Soyuzmultfilm, donde durante quince años, realiza quince películas. 
Obtuvo numerosos premios, tanto en Rusia como en el extranjero, entre ellos, tres premios Nika y una Palma de Oro en el Festival de Cannes de 1988 por su cortometraje "Vykrutasy", obteniendo reconocimiento internacional. En 1991, junto a un grupo de colaboradores creó su propio estudio "Stayer".
Su última película, El patito feo (Гадкий утёнок, Gadki Utiónok), una adaptación libre del cuento homónimo de Hans Christian Andersen (Den grimme ælling), se estrenó en Rusia en 2010.
En 1999, Garry Bardine recibió el Premio Estatal de Rusia, en 2011, fue galardonado con la medalla de honor.
Su hijo, Pável Bardin (nacido en 1975), es también un realizador reconocido, autor de "Rusia 88", presentada en el festival de Berlín de 2009.

## Filmografía

### Como director
- 1975 — Recibe hasta el cielo (Достать до неба)
- 1976 — Feliz carrusel número 8, (Весёлая карусель № 8. Консервная банка)
- 1977 — El valiente Inspector Mamochkin, (Бравый инспектор Мамочкин)
- 1978 — Las aventuras de Homa, (Приключения Хомы)
- 1979 — barco volador, (Летучий корабль)
- 1980 — Bang-Bang, oh-oh-oh!, (Пиф-паф, ой-ой-ой!); junto con Vitaly Peskov
- 1981 — Camino de cuento de hadas, (Дорожная сказка)
- 1982 — En primer lugar tuvimos las aves, (Прежде мы были птицами)
- 1983 — El conflicto (de partidos), (Конфликт, из спичек)
- 1984 — De todos modos, pintores (plastilina), (Тяп-ляп, маляры)
- 1985 — Brack (plastilina), (Брэк)
- 1986 — Fiesta (Банкет)
- 1987 — El matrimonio (Брак)
- 1987 — Freaks (Выкрутасы)
- 1990 — Fin de Grey Wolf Red Riding Hood (plastilina),(Серый волк энд Красная Шапочка)
- 1995 — El gato con botas (Кот в сапогах)
- 1997 — Chucha (Чуча)
- 2000 — Adagio (Адажио)
- 2001 — Chucha 2 (Чуча-2)
- 2004 — Chucha 3 (Чуча-3)
- 2010 — El patito feo (Гадкий утёнок)

### Doblaje de audio
- 1973 — Айболит и Бармалей — Айболит
- 1974 — Молодильные яблоки
- 1974 — Волшебник Изумрудного города — Железный Дровосек
- 1975 — Волк и семеро козлят на новый лад — Волк
- 1977 — Два клёна — Баба Яга
- 1977 — Жихарка — Кот
- 1979 — Летучий корабль — Царь
- 1981 — Три синих, синих озера малинового цвета
- 1981 — Халиф-аист
- 1981 — Ивашка из дворца пионеров — Кощей Бессмертный
- 1984 — В синем море, в белой пене… — Морской царь
- 1986 — Находчивый крестьянин
- 1987 — Брак — Буся
- 1987 — Выкрутасы — Проволочный человек
- 1990 — Серый волк энд Красная Шапочка — Диктор
- 1997—2004 — Чуча, Чуча-2, Чуча-3 — некоторые голоса
- 2010 — Гадкий утёнок — Гусь-конферансье

### Como actor
- 1975 — Ар-хи-ме-ды! — Глеб Банщиков, рационализатор
- 1976 — Розыгрыш
- 1980 — Москва слезам не верит
- 1997 — Самозванцы
- 2000 — Третьего не дано